# جانشینی تاج‌وتخت بریتانیا

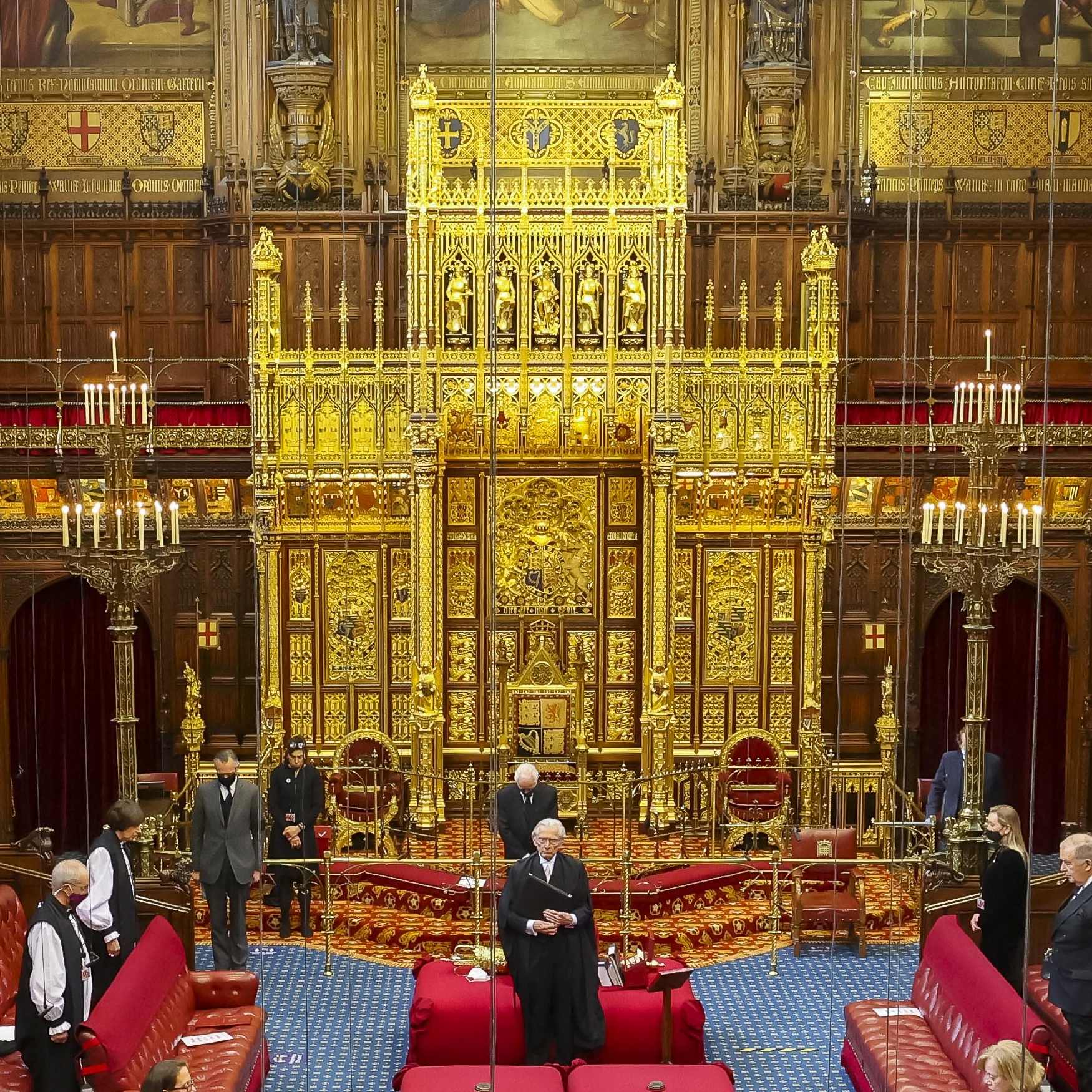
تخت حاکم در مجلس اعیان، که سخنرانی افتتاحیه مجلس بر آن ایراد می‌شود

جانشینی تاج‌وتخت بریتانیا بر اساس نسب، جنسیت (برای وراث متولد قبل از ۲۸ اکتبر ۲۰۱۱)، مشروعیت و مذهب تعیین می‌شود. طبق قوانین عرفی تاج‌وتخت به فرزندان یک حاکم یا نزدیکترین خط وثیقه حاکم بدون فرزند به ارث می‌رسد. اعلامیه حقوق ۱۶۸۹ و لایحه حل‌وفصل ۱۷۰۱ جانشینی تاج‌وتخت را به نوادگان پروتستان قانونی سوفیای هانوفری که در " ارتباط با کلیسای انگلستان " هستند، محدود می‌کند. بدین ترتیب همسران کاتولیک از سال ۱۶۸۹ تا زمانی که قانون در سال ۲۰۱۵ اصلاح شد، رد صلاحیت می‌شدند. نوادگان پروتستان کسانی که به دلیل کاتولیک بودن حذف شده‌اند نیز واجد شرایط هستند.
پادشاه چارلز سوم حاکم کنونی بریتانیا است و وارث بلافصل او پسر بزرگش، ویلیام، شاهزاده ولز است. پسر بزرگ ویلیام، شاهزاده جورج، در ردیف دوم قرار دارد و پس از آن خواهرش، شاهدخت شارلوت، و برادر کوچکترش، شاهزاده لویی قرار دارند. پنجمین ردیف شاهزاده هری، دوک ساسکس، پسر کوچکتر پادشاه، و ششمین فرزند بزرگ هری، آرچی مونتباتن-وینزر است. بر اساس توافقنامه پرث، که در سال ۲۰۱۵ اجرایی شد، تنها شش نفر اول در صف جانشینی، پیش از ازدواج به رضایت حاکمیت نیاز دارند. بدون چنین رضایتی، آن‌ها و فرزندانشان از جانشینی محروم خواهند شد.
چهار نفر اول در صف جانشینی که بیش از ۲۱ سال دارند و همسر حاکم می‌توانند به عنوان مشاوران کشور منصوب شوند. مشاوران کشور برخی از وظایف حاکمیتی را در بریتانیا در زمانی که حاکم خارج از کشور یا به‌طور موقت ناتوان است، انجام می‌دهند. در غیر این صورت، افراد در ردیف جانشینی نیازی به نقش قانونی یا رسمی خاصی ندارند.
بریتانیا یکی از ۱۵ قلمرو مشترک المنافع است. هر یک از این کشورها دارای یک شخص به عنوان پادشاه و یک ترتیب جانشینی هستند. در سال ۲۰۱۱، نخست وزیران قلمروها به اتفاق آرا موافقت کردند که رویکرد مشترکی را برای اصلاح قوانین جانشینی تاج‌وتخت مربوطه خود اتخاذ کنند، به طوری که اولویت مطلق برای افرادی که پس از تاریخ توافق به دنیا آمده‌اند، اعمال شود. و ممنوعیت ازدواج با کاتولیک‌ها برداشته می‌شود، اما پادشاه همچنان باید با کلیسای انگلستان در ارتباط باشد. پس از تصویب قوانین لازم مطابق با قانون اساسی هر قلمرو، تغییرات در ۲۶ مارس ۲۰۱۵ اعمال شد.

## صف جانشینی فعلی
هیچ نسخه رسمی و کاملی از خط جانشینی حفظ نشده‌است. تعداد دقیق افرادی که واجد شرایط هستند، در خطوط وثیقه دورتر، نامشخص است. در سال ۲۰۰۱، ویلیام آدامز رایتویزنر، نسب‌شناس آمریکایی، فهرستی از ۴۹۷۳ نوادگان زنده سوفیا پالاتینیتی را به ترتیب بدون حذف کاتولیک‌ها تهیه کرد. هنگامی که این فهرست در ژانویه ۲۰۱۱ به روز شد، این تعداد ۵۷۵۳ بود. افرادی که نامشان ایتالیک است شماره‌گذاری نشده‌اند چرا که یا درگذشته‌اند یا منابع گزارش کرده‌اند که از جانشینی کنار گذاشته شده‌اند.
- جرج پنجم (۱۸۶۵–۱۹۳۶)
  -  ادوارد هشتم (۱۸۹۴–۱۹۷۲)
  -  جرج ششم (۱۸۹۵–۱۹۵۲)
    -  الیزابت دوم (۱۹۲۶–۲۰۲۲)
      -  چارلز سوم (م. ۱۹۴۸)
        - (۱) ویلیام، شاهزاده ولز (م. ۱۹۸۲) B D W
          - (۲) شاهزاده جرج ولز (م. ۲۰۱۳) B D W
          - (۳) شاهدخت شارلوت ولز (م. ۲۰۱۵) B D W
          - (۴) شاهزاده لویی ولز (م. ۲۰۱۸) B D W

        - (۵) شاهزاده هری، دوک ساسکس (م. ۱۹۸۴) B D W
          -  (۶) شاهزاده آرچی ساسکس (م. ۲۰۱۹) B D W
          -  (۷) شاهدخت لیلیبت ساسکس (م. ۲۰۲۱) B D

      - (۸) شاهزاده اندرو، دوک یورک (م. ۱۹۶۰) B D W
        - (۹) شاهدخت بئاتریس یورک (م. ۱۹۸۸) B D W
          - (۱۰) سی‌ینا ماپلی موزی (م. ۲۰۲۱) B D
          - (۱۱) آتینا ماپلی موزی (م. ۲۰۲۵) B D

        - (۱۲) شاهدخت یوژنی یورک (م. ۱۹۹۰) B D W
          - (۱۳) آگست بروکسبنک (م. ۲۰۲۱) B D
          - (۱۴) ارنست بروکسبنک (م. ۲۰۲۳) B D

      - (۱۵) شاهزاده ادوارد، دوک ادینبرو (م. ۱۹۶۴) B D W
        - (۱۶) جیمز، ارل وسکس (م. ۲۰۰۷) B D W
        - (۱۷) لیدی لوئیز وینزر (م. ۲۰۰۳) B D W

      - (۱۸) شاهدخت آن (م. ۱۹۵۰) 1952 B D W
        - (۱۹) پیتر فیلیپس (م. ۱۹۷۷) B D W
          - (۲۰) Savannah Phillips (م. ۲۰۱۰) B D W
          - (۲۱) Isla Phillips (م. ۲۰۱۲) B D W

        - (۲۲) زارا تیندال (née Phillips; b. 1981) B D W
          - (۲۳) Mia Tindall (م. ۲۰۱۴) B D W
          - (۲۴) Lena Tindall (م. ۲۰۱۸) B D W
          - (۲۵) Lucas Tindall (م. ۲۰۲۱) B D

    - شاهدخت مارگارت (۱۹۳۰–۲۰۰۲) 1952
      - (۲۶) دیوید آرمسترانگ جونز (م. ۱۹۶۱) D W
        - (۲۷) Charles Armstrong-Jones, Viscount Linley (م. ۱۹۹۹) D W
        - (۲۸) Lady Margarita Armstrong-Jones (م. ۲۰۰۲) D W

      - (۲۹) سارا چاتو (née Armstrong-Jones; b. 1964) D W
        - (۳۰) Samuel Chatto (م. ۱۹۹۶) D W
        - (۳۱) Arthur Chatto (م. ۱۹۹۹) D W

  - شاهزاده هنری، دوک گلاستر (۱۹۰۰–۱۹۷۴) 1952
    - Prince William of Gloucester (1941–1972) 1952
    - (۳۲) Prince Richard, Duke of Gloucester (م. ۱۹۴۴) 1952 D W
      - (۳۳) Alexander Windsor, Earl of Ulster (م. ۱۹۷۴) D W
        - (۳۴) Xan Windsor, Lord Culloden (م. ۲۰۰۷) D W
        - (۳۵) Lady Cosima Windsor (م. ۲۰۱۰) D W

      - (۳۶) Lady Davina Windsor (م. ۱۹۷۷) D W
        - (۳۷) Senna Lewis (م. ۲۰۱۰) D W
        - (۳۸) Tāne Lewis (م. ۲۰۱۲) D W

      - (۳۹) Lady Rose Gilman (née Windsor; b. 1980) D W
        - (۴۰) Lyla Gilman (م. ۲۰۱۰) D W
        - (۴۱) Rufus Gilman (م. ۲۰۱۲) D W

  - شاهزاده جورج، دوک کنت (۱۹۰۲–۱۹۴۲)
    - (۴۲) شاهزاده ادوارد، دوک کنت (م. ۱۹۳۵) 1952 D W
      - (۴۳) George Windsor, Earl of St Andrews (م. ۱۹۶۲) M D W
        - Edward Windsor, Lord Downpatrick (م. ۱۹۸۸) X D W
        - Lady Marina Windsor (م. ۱۹۹۲) X D W
        - (۴۴) Lady Amelia Windsor (م. ۱۹۹۵) D W

      - Lord Nicholas Windsor (م. ۱۹۷۰) X D W
        - (۴۵) Albert Windsor (م. ۲۰۰۷) X? D W [نکته ۱]
        - (۴۶) Leopold Windsor (م. ۲۰۰۹) X? D W [نکته ۱]
        - (۴۷) Louis Windsor (م. ۲۰۱۴) X? D W

      - (۴۸) Lady Helen Taylor (née Windsor; b. 1964) D W
        - (۴۹) Columbus Taylor (م. ۱۹۹۴) D W
        - (۵۰) Cassius Taylor (م. ۱۹۹۶) D W
        - (۵۱) Eloise Taylor (م. ۲۰۰۳) D W
        - (۵۲) Estella Taylor (م. ۲۰۰۴) D W

    - (۵۳) Prince Michael of Kent (م. ۱۹۴۲) 1952 M W
      - (۵۴) Lord Frederick Windsor (م. ۱۹۷۹) W
        - (۵۵) Maud Windsor (م. ۲۰۱۳) W
        - (۵۶) Isabella Windsor (م. ۲۰۱۶) W

      - (۵۷) Lady Gabriella Kingston (née Windsor; b. 1981) W

    - (۵۸) Princess Alexandra, The Honourable Lady Ogilvy (م. ۱۹۳۶) 1952 W
      - (۵۹) James Ogilvy (م. ۱۹۶۴) W
        - (۶۰) Alexander Ogilvy (م. ۱۹۹۶) W
        - (۶۱) Flora Vesterberg (née Ogilvy; b. 1994) W

      - (۶۲) Marina Ogilvy (م. ۱۹۶۶) W
        - (۶۳) Christian Mowatt (م. ۱۹۹۳) W
        - (۶۴) Zenouska Mowatt (م. ۱۹۹۰) W

| علامت | منبع یا توضیح برای لحاظ نشدن در جانشنینی                                                                    |
| ----- | --- |
| 1952  | جانشنینی منتشر شده در زمان جلوس الیزابت دوم در 1952                                                         |
| B     | Listed by the official website of the British monarchy, "Succession", retrieved 9 September 2022.           |
| D     | Debrett's website (تا تاریخ ۱۲ سپتامبر ۲۰۲۲): "The Line of Succession"                                      |
| W     | Whitaker's Almanack 2021, Oxford: Rebellion, شابک ‎۹۷۸−۱−۷۸۱۰−۸۹۷۸−۱, p. ۲۶                                  |
| M     | این افراد به خاطر ازدواج با یک کاتولیک رومی کنار گذاشته شده‌اند. این کنار گذاشته شدن از سال ۲۰۱۵ پایان یافت. |
| X     | کنار گذاشته شده به خاطر کاتولیک رومی بودن. این محدودیت کماکان پابرجاست.                                     |

## قوانین فعلی
اعلامیه حقوق و لایحه حل‌وفصل (تجدید نظر در قوانین اتحادیه) همچنان بر جانشینی تاج و تخت حاکم است. آن‌ها در بریتانیا با قانون جانشینی تاج‌وتخت ۲۰۱۳ اصلاح شدند، که عمدتاً برای «عدم وابستگی جانشینی تاج‌وتخت به جنسیت» و «پیش‌بینی ازدواج‌های سلطنتی» تصویب شد و بدین ترتیب توافقنامه پرث در بریتانیا و در قلمروهایی که طبق قوانین آن، هر کسی که پادشاه بریتانیا باشد، به‌طور خودکار پادشاه آن است، اجرا شد. قلمروهای دیگر قوانین خود را تصویب کردند.
با هرکسی که واجد شرایط نباشد طوری رفتار می‌شود که انگار مرده‌است. فرزندان آن شخص نیز رد صلاحیت نمی‌شوند، مگر اینکه شخصاً واجد شرایط نباشند.

### ازدواج‌ها
لایحه حل‌وفصل ۱۷۰۱ مقرر می‌دارد که وارثان جسد پروتستان (یعنی نوادگان قانونی) سوفیا پالانتینی، واجد شرایط جانشینی تاج‌وتخت هستند، مگر اینکه از طریق دیگری رد صلاحیت شوند. معنای وارث جسد توسط قواعد حقوقی عرفی اولویت نخستین فرزند مرد تعیین می‌شود (معیار «ترجیح مرد» دیگر در رابطه با جانشینی تاج‌وتخت برای افرادی که پس از ۲۸ اکتبر ۲۰۱۱ متولد شده‌اند قابل اجرا نیست) فرزندان و اولاد آن فرد پیش از خواهر و برادران کوچکترش در اولویت هستند و فرزند مذکر بر مؤنث مقدم است. کودکانی که خارج از ازدواج به دنیا می‌آیند و فرزندانی که به فرزندخواندگی گرفته می‌شوند، واجد شرایط جانشینی نیستند. فرزندان نامشروعی که والدین آن‌ها متعاقباً ازدواج می‌کنند، مشروع هستند، اما واجد شرایط جانشینی نمی‌باشند.

### دین
قوانین مربوط به واجد شرایط بودن که توسط اعلامیه حقوق تعیین شده‌است، در لایحه حل‌وفصل و مصوبه‌های اتحادیه ۱۷۰۷ حفظ می‌شوند. بر اساس ماده دوم پیمان اتحاد بین انگلستان و اسکاتلند (که با قوانین پارلمان انگلیس و اسکاتلند قوت قانونی یافت)، جانشینی تاج‌وتخت محدود به «وارثان جسد پروتستان [سوفیا]» است. لایحه حل‌وفصل همچنین بیان می‌کند که «هرکسی که از این پس به تصاحب این تاج‌وتخت می‌رسد، باید با کلیسای انگلستان در ارتباط باشد». تعریف «در ارتباط با کلیسای انگلستان» به‌طور گسترده تفسیر شده‌است. به عنوان مثال، پادشاه جورج یکم از مذهب لوتریان بود.
اعلامیه حقوق به‌طور خاص کاتولیک‌های رومی را از حاکمیت محروم می‌کند، تا جایی که می‌گوید آن‌ها «باید کنار گذاشته شوند و تا ابد قادر به به ارث بردن تاج‌وتخت نباشند»، بنابراین هرگونه تغییر بالقوه از کاتولیک رومی به پروتستان را نادیده می‌گیرد. به این ترتیب، برای اهداف جانشینی، یک کاتولیک رومی «به‌طور طبیعی مرده» در نظر گرفته می‌شود. لایحه حل‌وفصل همچنین مقرر می‌کرد که هر کسی که با یک کاتولیک رومی ازدواج کند، واجد شرایط جانشینی نیست. این قانون الزامی نداشت که همسر آنگلیکان باشد. فقط کسانی را که با کاتولیک‌های رومی ازدواج کرده بودند ممنوع کرد. قانون جانشینی تاج و تخت ۲۰۱۳ ممنوعیت جانشینی افرادی را که با کاتولیک‌های رومی ازدواج می‌کنند، حذف کرد، البته کماکان کاتولیک بودن خود فرد، او را حذف می‌کند، زیرا پادشاه، فرماندار عالی کلیسای انگلستان است.

### خیانت
بر اساس قانون خیانت ۱۷۰۲ و قانون خیانت ۱۷۰۳ ایرلند، «تلاش برای محروم کردن یا ممانعت از جانشینی هر شخصی که جانشین تاج‌وتخت است» خیانت به تاج‌وتخت سرزمین محسوب می‌شود. از زمان قانون جنایت و اختلال ۱۹۹۸، حداکثر مجازات آن حبس ابد بوده‌است.